# Веселинов, Цветан
Цве́тан Веселинов Дими́тров (болг. Цветан Веселинов Димитров; 27 апреля 1947, София — 25 февраля 2018) — болгарский футболист и футбольный тренер, играл на позиции крайнего нападающего. Серебряный призёр Олимпийских игр 1968 года. Заслуженный мастер спорта Болгарии (1968).

## Биография

### Клубная карьера
Веселинов всю футбольную карьеру в течение 10 сезонов играл за софийский «Левски», воспитанником которого он являлся. Он был одним из ключевых игроков «синих», в составе которой выиграл три чемпионских титула и три Кубка Болгарии. Всего за «Левски» Веселинов сыграл в чемпионате страны 193 матча и забил 70 голов
Завершил карьеру в 1975 году в возрасте 28 лет из-за травмы.

### Карьера в сборной
В составе сборной Болгарии принимал участие на олимпийском футбольном турнире 1968 года, где сыграл в двух матчах и забил два гола, в том числе и победный в 1/2 финале со сборной Мексики, который болгары выиграли со счётом 3:2.
В финальном матче со сборной Венгрии он открыл счёт, но венгры выиграли со счётом 4:1 и стали олимпийскими чемпионами, а болгары получили серебряные медали.Всего за сборную Болгарии сыграл 6 матчей и забил 2 гола.

### Тренерская карьера
По окончании игровой карьеры работал главным тренером молодёжной команды софийского «Левски» и тунисской команды «Сбиетла» с 1987 по 1989 год.

### Смерть
Скончался 26 февраля 2018 года в возрасте 70 лет.

## Достижения
«Левски» (София)
- Чемпион Болгарии (3) : 1967/68, 1969/70, 1973/74
- Обладатель Кубка Болгарии (3) : 1967, 1970, 1971